# گیمهه
شهر گیمهه (به کره‌ای: 김해시) با جمعیت ۴۳۱٫۷۷۸ نفر در استان گیونگ‌سانگ جنوبی در کشور کره‌جنوبی واقع شده‌است.